# Volodymyr Dyudya
Volodymyr Iouriovytch Dioudia (ukrainien : Володимир Юрійович Дюдя), dit Volodymyr Dyudya, né le 6 janvier 1983 à Kiev, est un coureur cycliste ukrainien.

## Biographie
Avant d'arriver dans le monde professionnel, Volodymyr Dyudya fait ses preuves sur les pistes, en devenant entre autres, champion du monde de poursuite juniors en 2000. Il remportera par la suite 7 autres titres de champion européen de poursuite juniors (4 en solitaire, 3 par équipe).
En 2005 il intègre la Domina Vacanze qui deviendra par la suite Milram. En juin 2007, il remporte son premier titre sur route avec le championnat d'Ukraine du contre-la-montre.

## Palmarès sur route

### Par année
- 2001
  - 2e étape de la Coupe du Président de la ville de Grudziądz
- 2004
  -  Médaillé d'argent du championnat du monde du contre-la-montre militaires
- 2005
  - Mémorial Davide Fardelli
  - Mémorial Guido Zamperioli
- 2007
  -  Champion d'Ukraine du contre-la-montre
  - 3e de l'Eindhoven Team Time Trial (contre-la-montre par équipes)
- 2011
  - Prologue du Tour de Ribas
  - 2e du Tour de Ribas
- 2015
  - 3e du championnat d'Ukraine du critérium

### Résultats sur les grands tours

#### Tour d'Espagne
2 participations
- 2006 : abandon (6e étape)
- 2008 : abandon (7e étape)

### Classements mondiaux
| Année           | 2014 |
| --------------- | ---- |
| UCI Europe Tour | 537e |

## Palmarès sur piste

### Championnats du monde
- Bordeaux 2006
  -  Médaille de bronze de la poursuite par équipes

### Championnats du monde juniors
- 2000
  -  Champion du monde de poursuite juniors
- 2001
  -  Médaillé d'argent de la poursuite juniors

### Coupe du monde
- 2003
  - 1er de la poursuite par équipes au Cap
  - 3e de la poursuite à Moscou
  - 3e de la poursuite par équipes à Moscou
- 2004
  - 2e de la poursuite par équipes à Moscou
  - 2e de la poursuite à Moscou
  - 2e de la poursuite à Sydney
- 2004-2005
  - 1er de la poursuite par équipes à Moscou
  - 1er de la poursuite à Moscou
  - 3e de la poursuite par équipes à Los Angeles
- 2005-2006
  - 2e de la poursuite à Manchester
- 2007-2008
  - Classement général de la poursuite
  - 1er de la poursuite à Sydney
  - 2e de la poursuite à Pékin

### Championnats d'Europe
- Büttgen 2002
  -  Champion d'Europe de poursuite individuelle espoirs
  -  Champion d'Europe de poursuite par équipes espoirs (avec Roman Kononenko, Vitaliy Popkov et Volodymyr Zagorodny)
- Moscou 2003
  -  Champion d'Europe de poursuite individuelle espoirs
  -  Champion d'Europe de poursuite par équipes espoirs (avec Roman Kononenko, Vitaliy Popkov et Volodymyr Zagorodny)
- Valence 2004
  -  Champion d'Europe de poursuite individuelle espoirs
  -  Champion d'Europe de poursuite par équipes espoirs (avec  Dmytro Grabovskyy, Maksym Polyshchuk et Vitaliy Popkov)
- Fiorenzuola d'Arda 2005
  -  Champion d'Europe de poursuite individuelle espoirs
  -  Médaillé d'argent de la poursuite par équipes espoirs

### Championnats d'Ukraine
- 2015
  -  Champion d'Ukraine de poursuite par équipes (avec Maksym Vasyliev, Roman Gladysh, Vitaliy Hryniv et Vladislav Kreminskyi)